# Europa ocupada per Alemanya

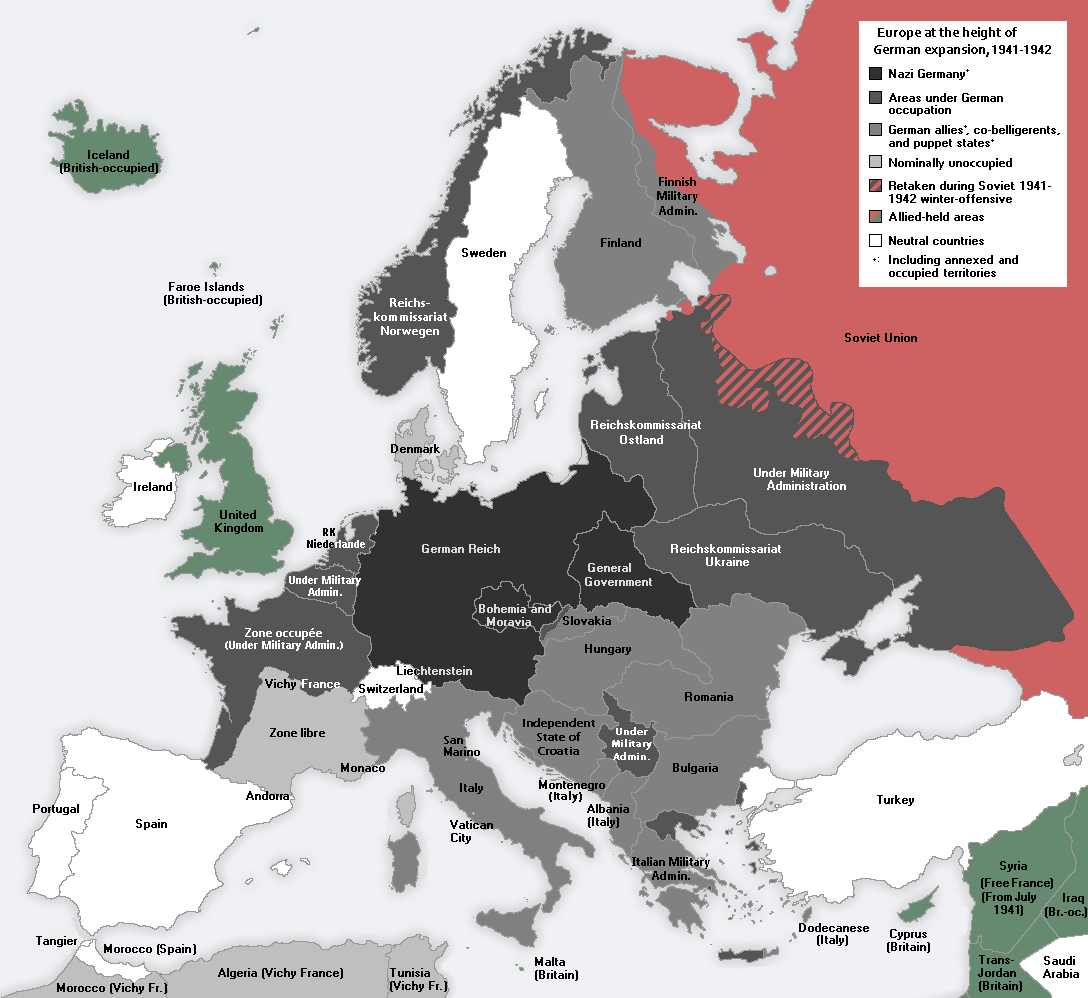
Europa sota el domini nazi

L'Europa ocupada es refereix als països sobirans d'Europa que estaven totalment o parcialment ocupats per les forces militars i el govern de l'Alemanya nazi o governs titelles en diversos moments entre 1939 i 1945, poc abans o durant la Segona Guerra Mundial, generalment administrats pel règim nazi, sota la dictadura d'Adolf Hitler.
La Wehrmacht alemanya va ocupar el territori europeu:
- tan a l'est fins a la ciutat de Mozdok al nord del Caucas a la Unió Soviètica
- tan al nord com l'assentament de Barentsburg a Svalbard al Regne de Noruega
- tan al sud com l'illa de Gavdos al Regne de Grècia
- tan a l'oest com l'illa d'Oushant a la República Francesa

Fora d'Europa pròpiament dita, les forces alemanyes van controlar eficaçment àrees del nord d'Àfrica a Egipte, Líbia i Tunísia entre 1941 i 1943. Els científics militars alemanys van establir la base de l'estació meteorològica de Schatzgräber (1943-1944) a la Terra d'Alexandra, illa de la Terra de Francesc Josep, part d'Àsia. Les estacions meteorològiques alemanyes tripulades també van operar a Amèrica del Nord (Groenlàndia: Holzauge, Bassgeiger, Edelweiss) A més, els vaixells alemanys de la Kriegsmarine van operar a tots els oceans del món durant la guerra.

## Antecedents
Diversos països ocupats pels alemanys van entrar inicialment a la Segona Guerra Mundial com a Aliats del Regne Unit o de la Unió Soviètica. Alguns es van veure obligats a rendir-se abans de l'esclat de la guerra, com Àustria i Txecoslovàquia; altres com Polònia (envaïda l'1 de setembre de 1939) van ser conquerits i després ocupats. En alguns casos, els governs legítims es van exiliar, en altres casos els governs a l'exili van ser formats pels seus ciutadans en altres països aliats. Alguns països ocupats per l'Alemanya nazi eren oficialment neutrals. Altres eren antics membres de les potències de l'Eix que van ser posteriorment ocupades per les forces alemanyes, com Hongria.